# Heinrich Christoph Röpenack
Heinrich Christoph Röpenack (* 4. Dezember 1847 in Hessisch Oldendorf im Weserbergland; † 14. September 1913 in Dresden) war ein deutscher Militärmusiker, Hoboist im 6. Westfälischen Infanterie-Regiment Nr. 55 „Graf Bülow von Dennewitz“, 1. Stabshornist des 2. Königlich-Sächsischen Jägerbataillons Nr. 13 und Königlich Sächsischer Musikdirektor der Kapelle des 12. Infanterieregiments Nr. 177.

## Musikalischer Werdegang

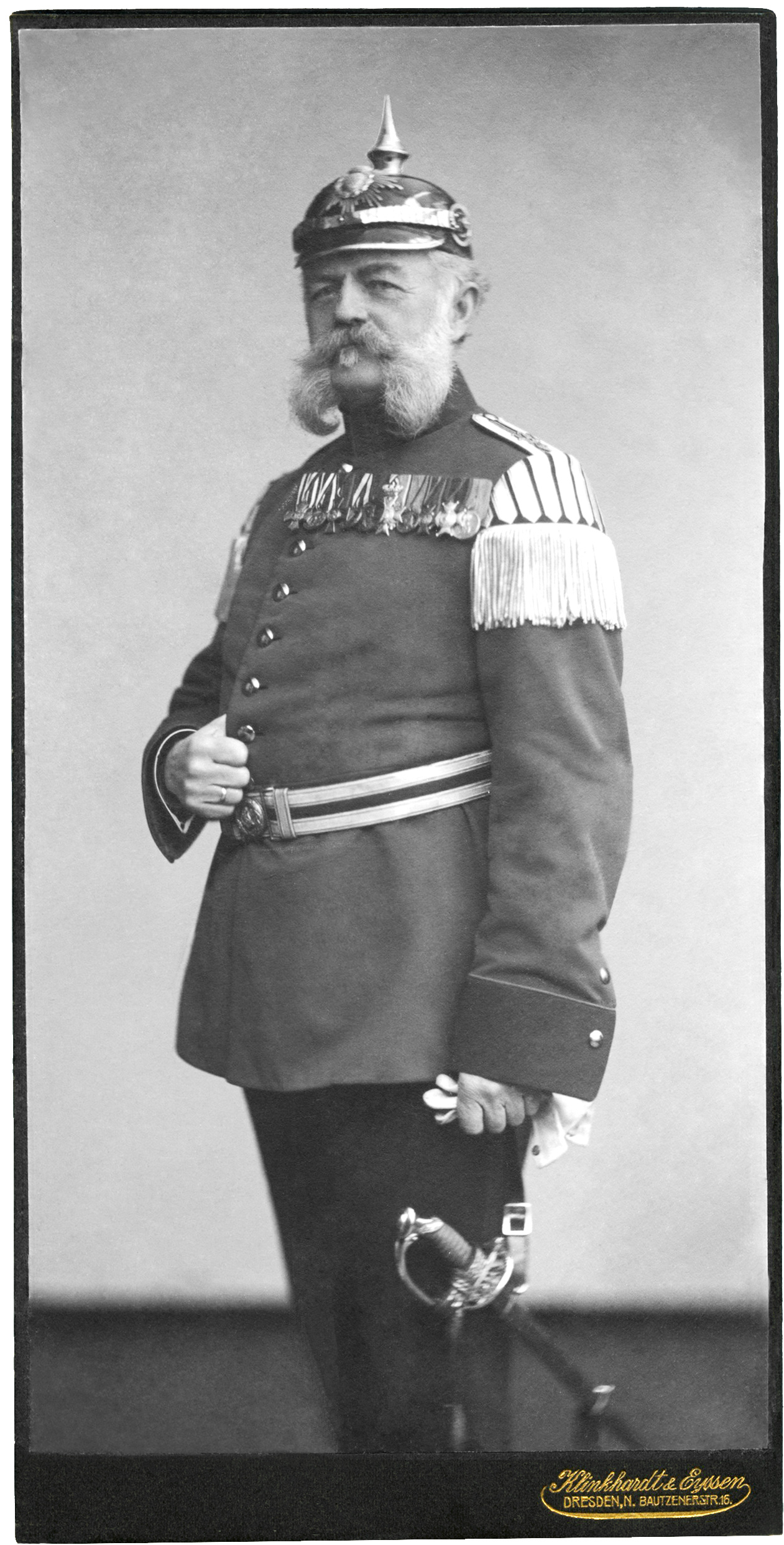
Porträt in Uniform

Heinrich Christoph Röpenacks musikalische Begabung wurde bereits im Kindesalter entdeckt. Während seiner Schulzeit erhielt er ersten Klavier- und Orgelunterricht und zeichnete sich früh durch sein instrumentales Können aus. Weiterhin erfolgte das Erlernen des Violin- und Trompetespiels. 1861, im Alter von 14 Jahren, begann Röpenack sein Musikstudium in Bückeburg bei Mitgliedern der Bückeburger Hofkapelle. Orgel- und musiktheoretischen Unterricht erteilte Hoforganist Fischer, Klavierunterricht der fürstliche Hofpianist C. Schulz. Seine Ausbildung auf der Violine erhielt Röpenack beim Hofkonzertmeister Carl Louis Bargheer, Kapellmeister Geismann sowie dem Hofkapellmeister Professor Jérome Gulomy.
Aufgrund seiner vorzüglichen musikalischen und wissenschaftlichen Zeugnisse wurde Röpenack der Berechtigungsschein zum Einjährig-Freiwilligendienst zuerkannt. Er trat am 16. Dezember 1869 dem Westfälischen Jägerbataillon Nr. 7 („Bückeburger Jäger“) bei und absolvierte dort pflichtgemäß seinen Wehrdienst. Durch den Einsatz der Bückeburger Jäger im Feldzug gegen Frankreich pausierte Röpenacks Musikstudium 1870/71. Nach Kriegsende setzte er seine musikalische Ausbildung vier weitere Jahre fort und wurde gleichzeitig Hospitant der Bückeburger Hofkapelle.
Zur Vollendung seines Studiums wurde Röpenack 1875/76 nach Berlin berufen. Dort unterrichtete ihn u. a. der Militärkapellmeister, Königliche Musikdirektor, Posaunist und Komponist Johann Heinrich Saro, eine der damaligen Größen der Militärmusik.
Nach erfolgreichem Studienabschluss war Röpenack 1876–78 Hoboist im 6. Westfälischen Infanterieregiment Nr. 55 "Graf Bülow von Dennewitz" in Bielefeld. Am 1. April 1878 wurde er zum 1. Stabshornisten des 2. Königlich Sächsischen Jägerbataillons Nr. 13 in Meißen ernannt. Fünf Jahre später, am 1. April 1883, wurde das Jägerbataillon von Meißen nach Dresden in die neu erbaute Jägerkaserne in den Stadtteil Johannstadt verlegt.
Am 1. April 1887 übernahm Röpenack die Oberleitung der Kapelle des in Dresden neu gegründeten 12. Infanterieregiments Nr. 177. 1889 wurde er zum Königlich Sächsischen Musikdirektor ernannt. Von nun an folgten, ergänzend zum Militärmusikerdienst, äußerst rege Konzerttätigkeiten, u. a. mit einer eigenen Konzertreihe im "Luisenhof" in Oberloschwitz / Weißer Hirsch, welche sich beim Publikum großer Beliebtheit erfreuten. Röpenacks Programmgestaltung umfasste die gesamte musikalische Bandbreite von Märschen über Ouvertüren, Oper- und Operettenausschnitten, Sinfonien, Instrumentalsolowerke bis hin zur damaligen modernen Musik.
Anlässlich der Anwesenheit des Königs Friedrich August von Sachsen und des Kaiserlich Königlichen Kronprinzen Wilhelm von Preußen wurde Röpenack mit der musikalischen Gesamtleitung des großen Zapfenstreichs am 29. August 1912 auf dem Theaterplatz in Dresden sowie mit der Übernahme des aus Anlass dieses Ereignisses veranstalteten Monstre-Konzerts betraut. Diese Veranstaltung, bei der er an die 1000 Musiker dirigierte, zählte zu den Höhepunkten seines Musikerlebens.
1913, kurz vor seinem Tod, wurde Röpenack, der Senior der Sächsischen Musikdirektoren, zum Obermusikmeister befördert. Er wurde auf dem Johannisfriedhof in Dresden Tolkewitz mit überwältigender Anteilnahme und musikalischen sowie militärischen Ehren beerdigt. „Die Sächsische Armee verliert in ihm einen ausgezeichneten Fachmann und Dresden seinen beliebtesten Militärmusikdirigenten. Seine trefflichen Charaktereigenschaften und sein liebenswürdiges Wesen verschafften ihm eine Popularität, wie sie selten einem Militärkapellmeister zuteil wurde...“

### Arrangements
Heinrich Christoph Röpenack hat hauptsächlich Arrangements für diverse Kammermusik- und Orchesterbesetzungen geschrieben. Aktuell aufzufinden waren:
- Defiliermarsch und Exerziermarsch des Schützenregiments "Prinz Georg" Nr. 108 (Klavierarrangement)
- Bogenschützenmarsch des 1. Jägerbataillons Nr. 12 (Klavierarrangement)
- Defilier- (Hoch zu Ross) Marsch des 2. Jägerbataillons Nr. 13 (Klavierarrangement)
- eine Sammlung von Arrangements diverser Lieder, Walzer und kleinen Vortragstücken für Streich-, Blas- und gemischte Ensembles unterschiedlicher Größe, von Röpenack handgeschrieben und signiert

### Kompositionen
- Kaisertanz (Walzer) verschollen
- Charakterbild aus dem Militärleben, Suite in fünf Sätzen (verschollen)
- Von-Treitschke-Marsch, vor 1887 komponiert und Kommandeur General Heinrich Leo von Treitschke gewidmet. Es existieren ein Klavierauszug in der SLUB Dresden und eine Tonträgeraufnahme (CD, Blasorchester Joseph Snaga, „Mit Schwung und Feuer“). Das Orchestermaterial für Symphonisches Blasorchester wurde 2017 rekonstruiert.

## Auszeichnungen
Für seine engagierten militärmusikalischen Tätigkeiten wurde Röpenack mit folgenden Auszeichnungen geehrt:
- Kriegsgedenkmünze 1870/71
- Allgemeine Ehrenzeichen
- Preußische Erinnerungsmedaille W.I.
- Schaumburg Lippe Medaille
- Mecklenburger Verdienstkreuz des Hausordens der Wendischen Krone
- Ehrenkreuz mit der Krone
- Dienstauszeichnung 1. Klasse
- Baden, Verdienstkreuz
- Preußen, silbernes Verdienstkreuz
- Reuß, silberne Verdienstmedaille
- Weimar, goldenes Verdienstkreuz
- Württemberg, Orden der Krone Verdienstmedaille

Im Familienarchiv ist folgende Begebenheit schriftlich überliefert: "Nach einem Konzert, dirigiert vom Königlichen Musikdirektor Heinrich Röpenack, ließ der Sächsische König sich den Taktstock des Dirigenten bringen. Unser Uronkel wusste gar nicht, was das sollte. Später bekam er den Taktstock versilbert und mit einer Widmung des Königs versehen zurück. So begeistert war der König von dem Konzert gewesen."

## Privates

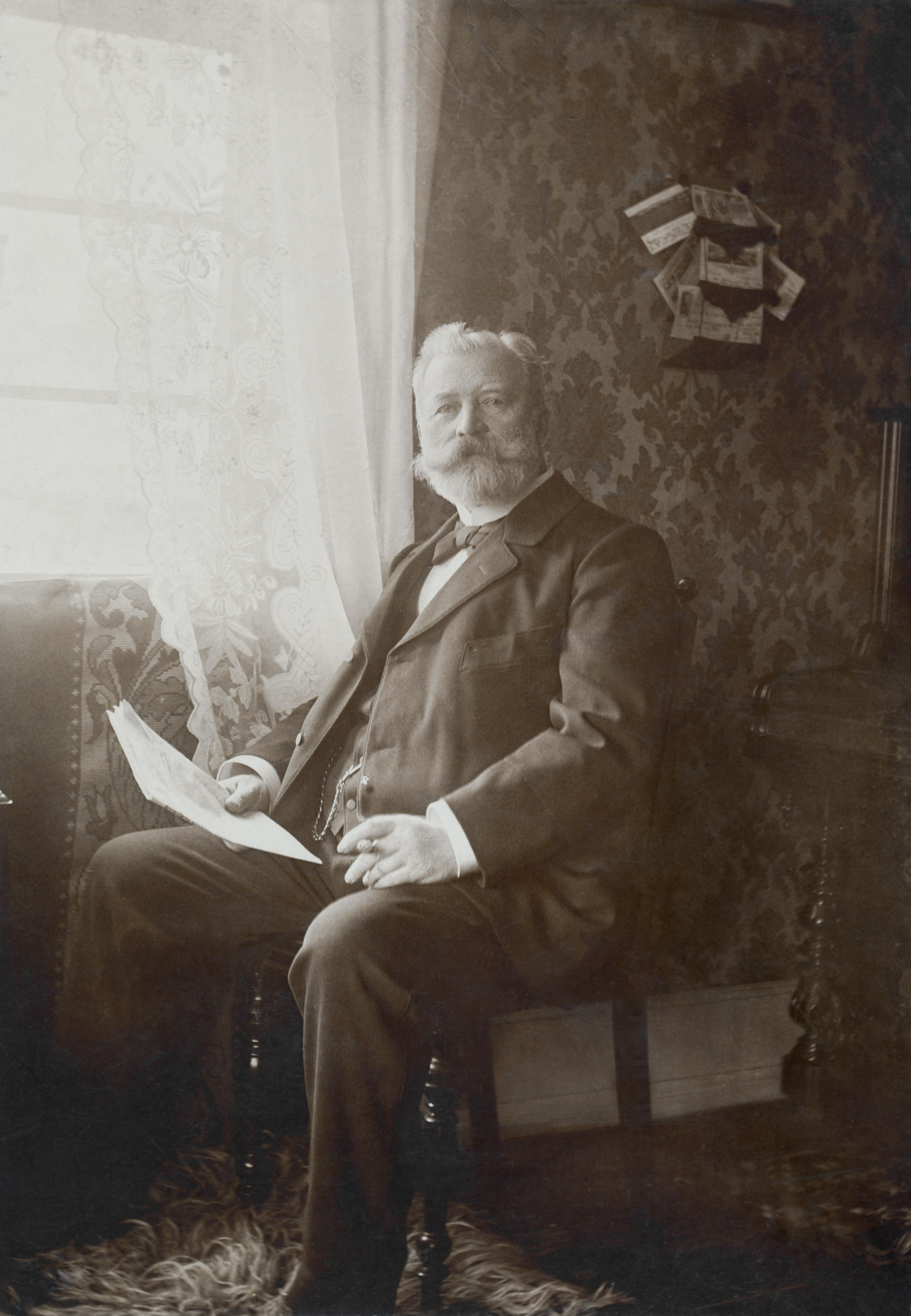
Röpenack privat

Heinrich Christoph Röpenack wurde als jüngstes von sieben Kindern von Christian Ludwig und Sophie Charlotte Röpenack (geb. Stichweh) geboren. Seine drei Brüder waren zum Zeitpunkt seiner Geburt 16, 14 und 9 Jahre alt, seine beiden lebenden Schwestern 7 und 4 Jahre. Die beiden ältesten Brüder gingen bei dem Vater in die Lehre und erlernten das Handwerk des Schuhmachers.
Parallel zum handwerklichen Geschick, hatte Röpenacks Familie und Verwandtschaft eine musikalische Veranlagung. Sein ältester Bruder, ein Onkel und zwei Neffen wurden als „Musikus“ bezeichnet. Viele Familienmitglieder spielten Instrumente, ein Großneffe war Opernsänger und Kapellmeister am Göttinger Theater.
Während seiner Studienzeit in Bückeburg lernte Röpenack seine zukünftige Ehefrau Caroline Henriette Mathilde Hattendorf kennen. Am 19. Februar 1881 heirateten die beiden in Bückeburg. Aus der Ehe gingen die vier Kinder Arthur (* 1882), Margarethe (* 1883), Hans Caspar (* 1893) und Else (* 1895) hervor.
1898 verstarb Röpenacks Ehefrau. Die Kinder waren 16, 15, 5 und 2 Jahre alt. Röpenack blieb den Rest seines Lebens Witwer. Er pflegte einen regelmäßigen Kontakt zu seiner Familie und seiner Verwandtschaft in Hessisch Oldendorf und Hannover.

## Bildergalerie

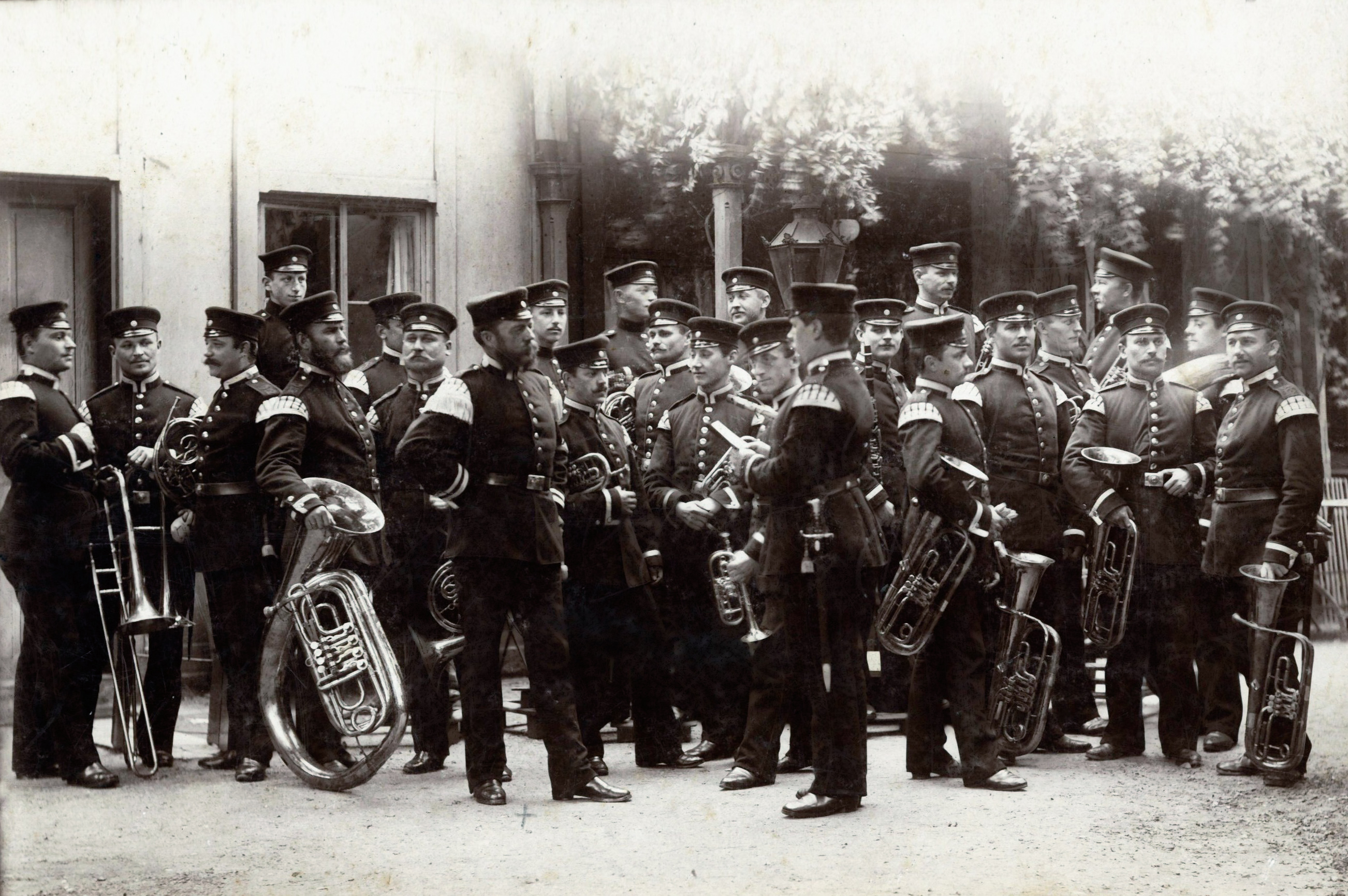
Röpenack mit dem 2. Königlich Sächsischen Jägerbataillon Nr. 13, Dresden nach 1883

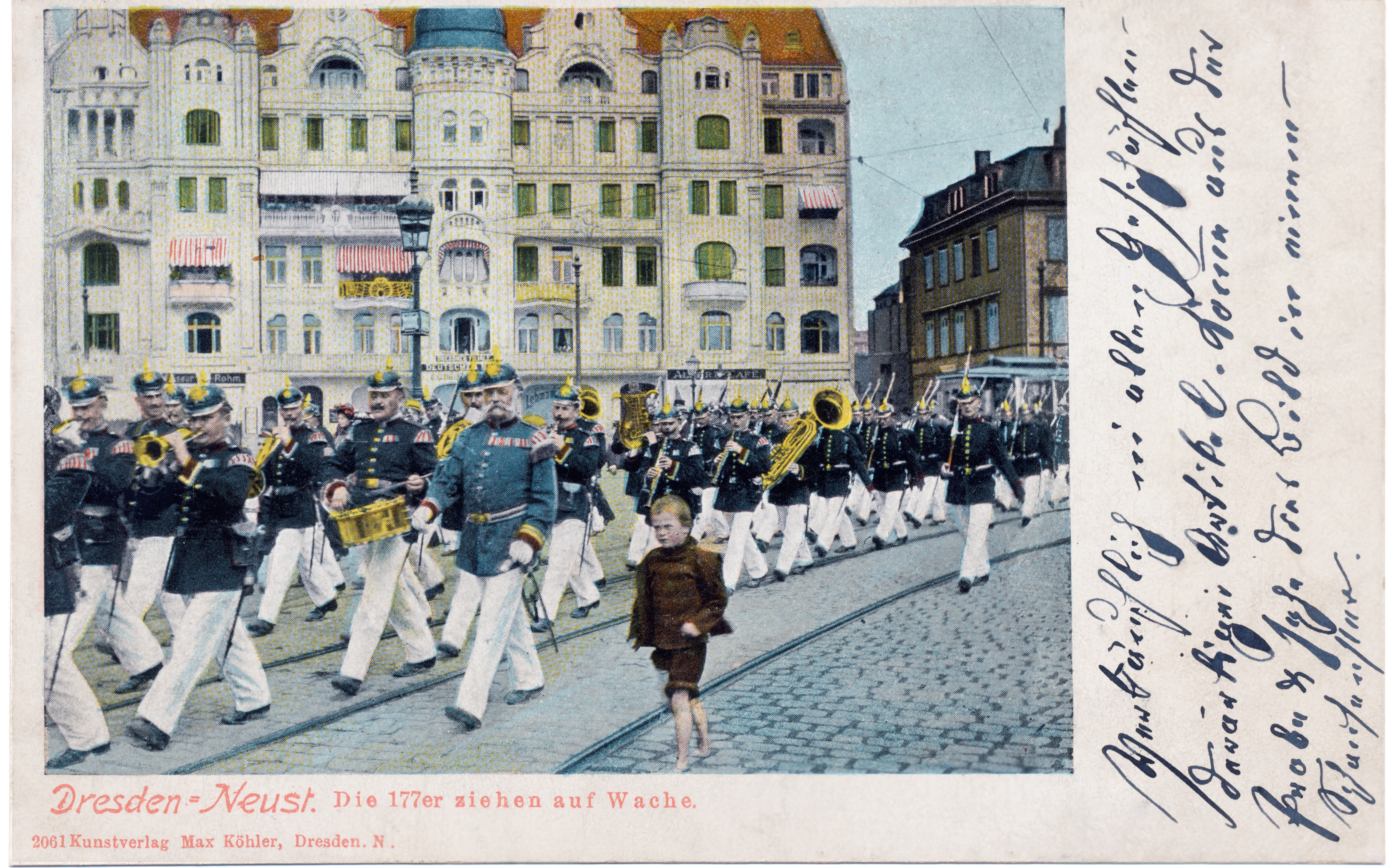
Röpenack mit der Kapelle des 12. Infanterieregiments Nr. 177 beim Aufziehen der Wache, Dresden Albertplatz, 1905

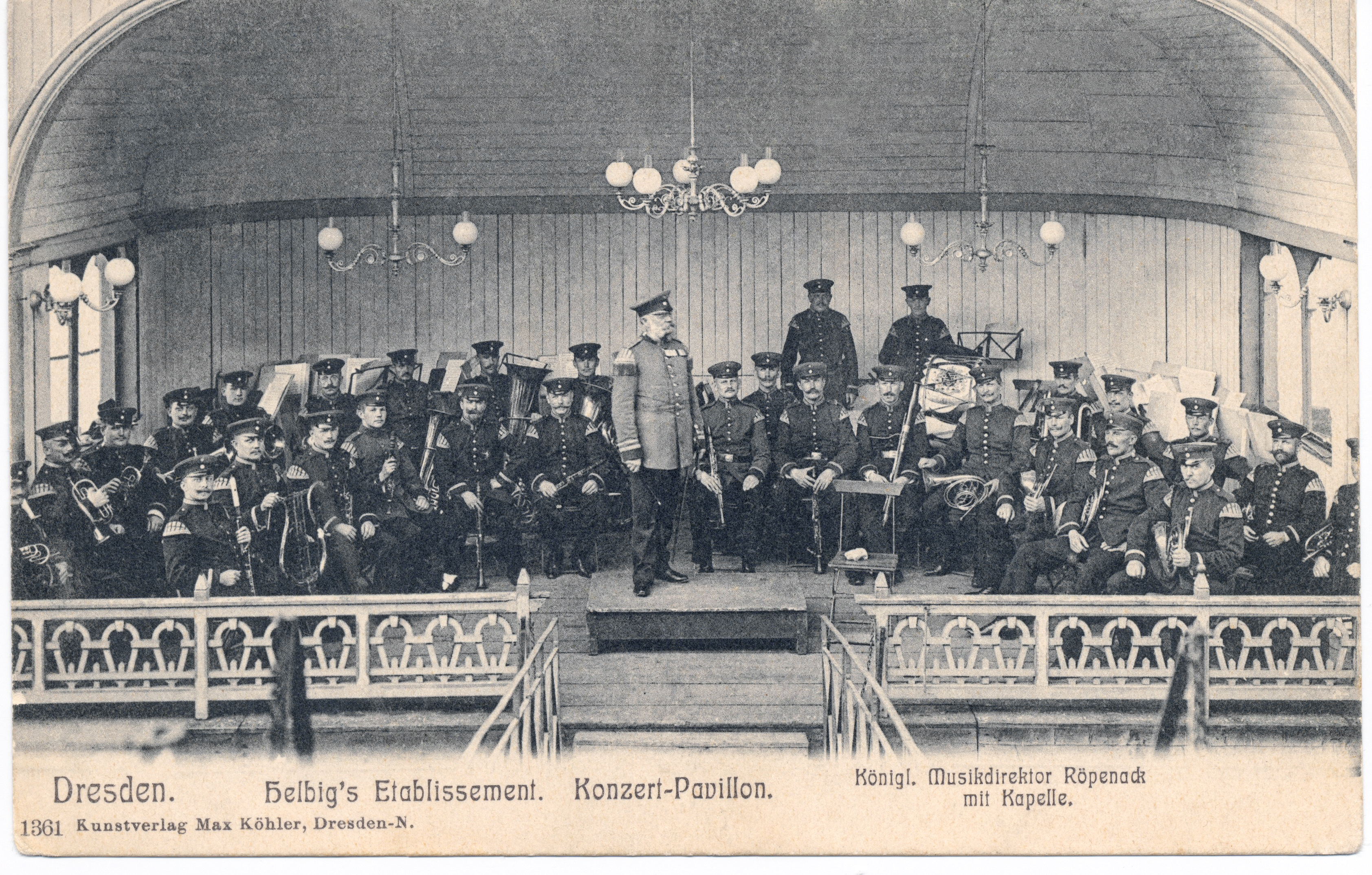
Röpenack mit der Kapelle des 12. Infanterieregiments Nr. 177 auf einem schwimmenden Konzertpavillon auf der Elbe, Höhe Semperoper, 1905

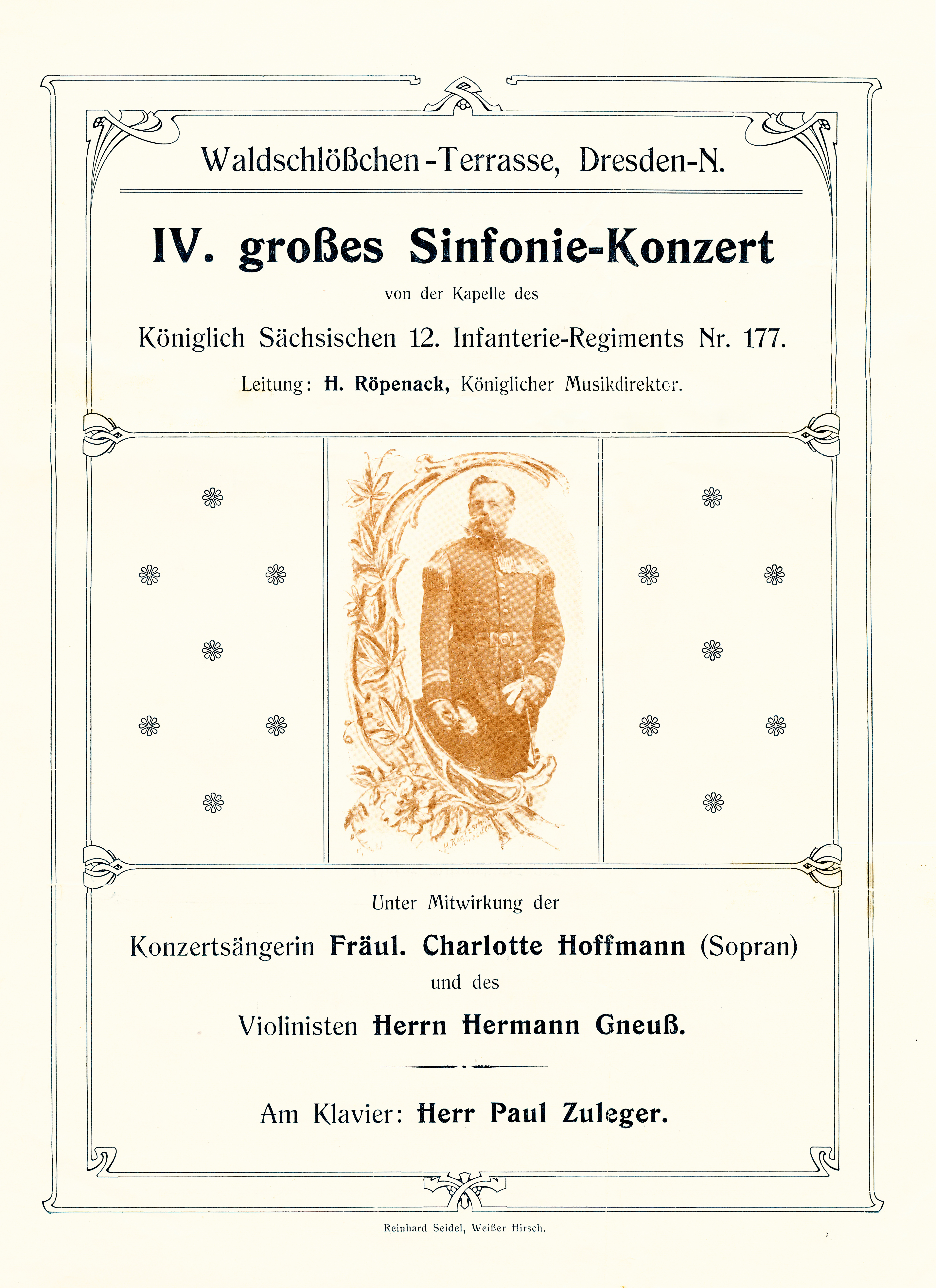
Titelseite, Konzertprogramm, Dresden 1907

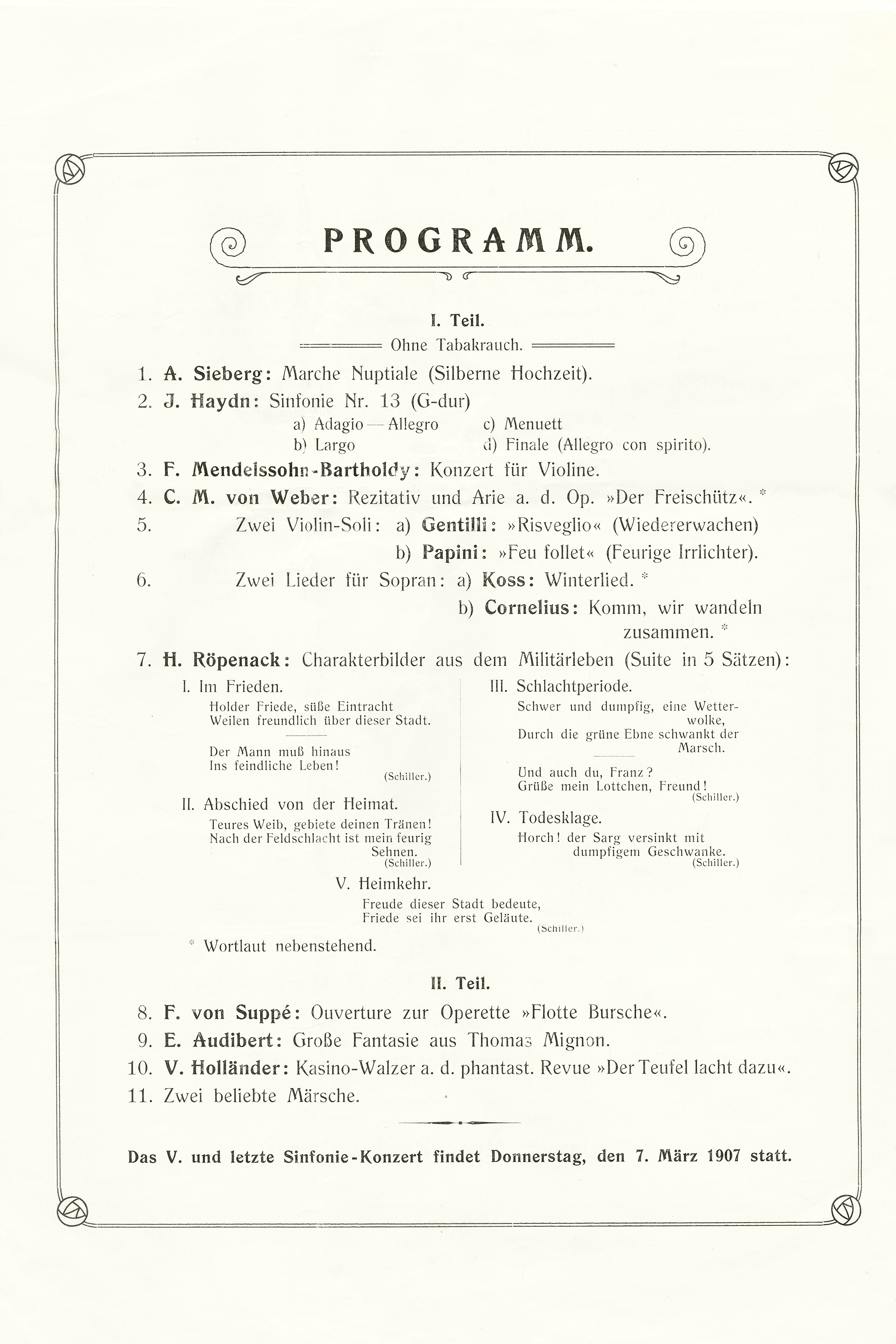
Konzertprogramm mit Röpenack und der Kapelle des 12. Infanterieregiments Nr. 177, Waldschlößchen-Terrasse, Dresden 1907

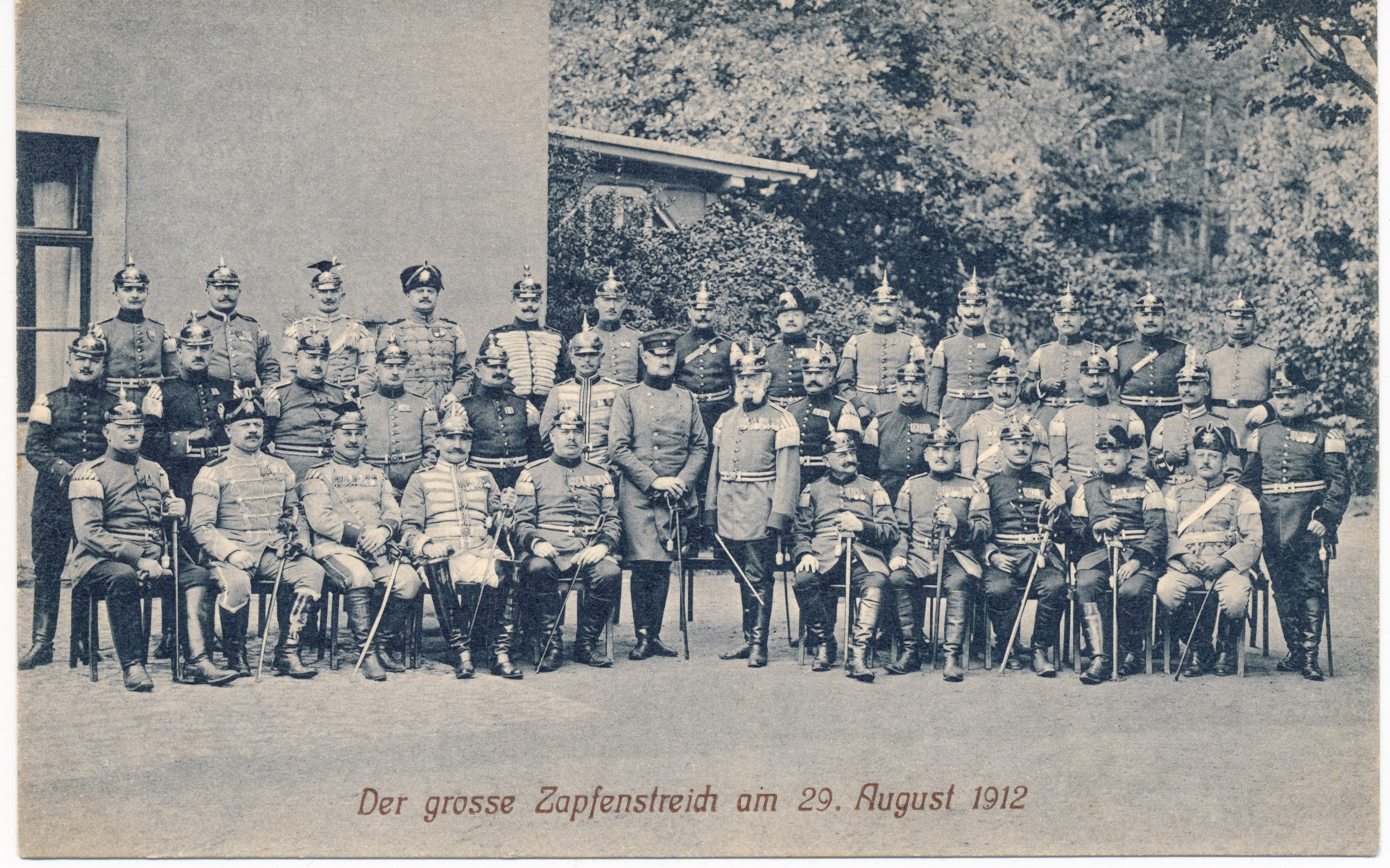
Röpenack mit den vereinigten Königlich Sächsischen Militärmusikmeistern aller am Zapfenstreich zu Dresden beteiligten Regimentskapellen unter Major von Dombrowsky, 1912

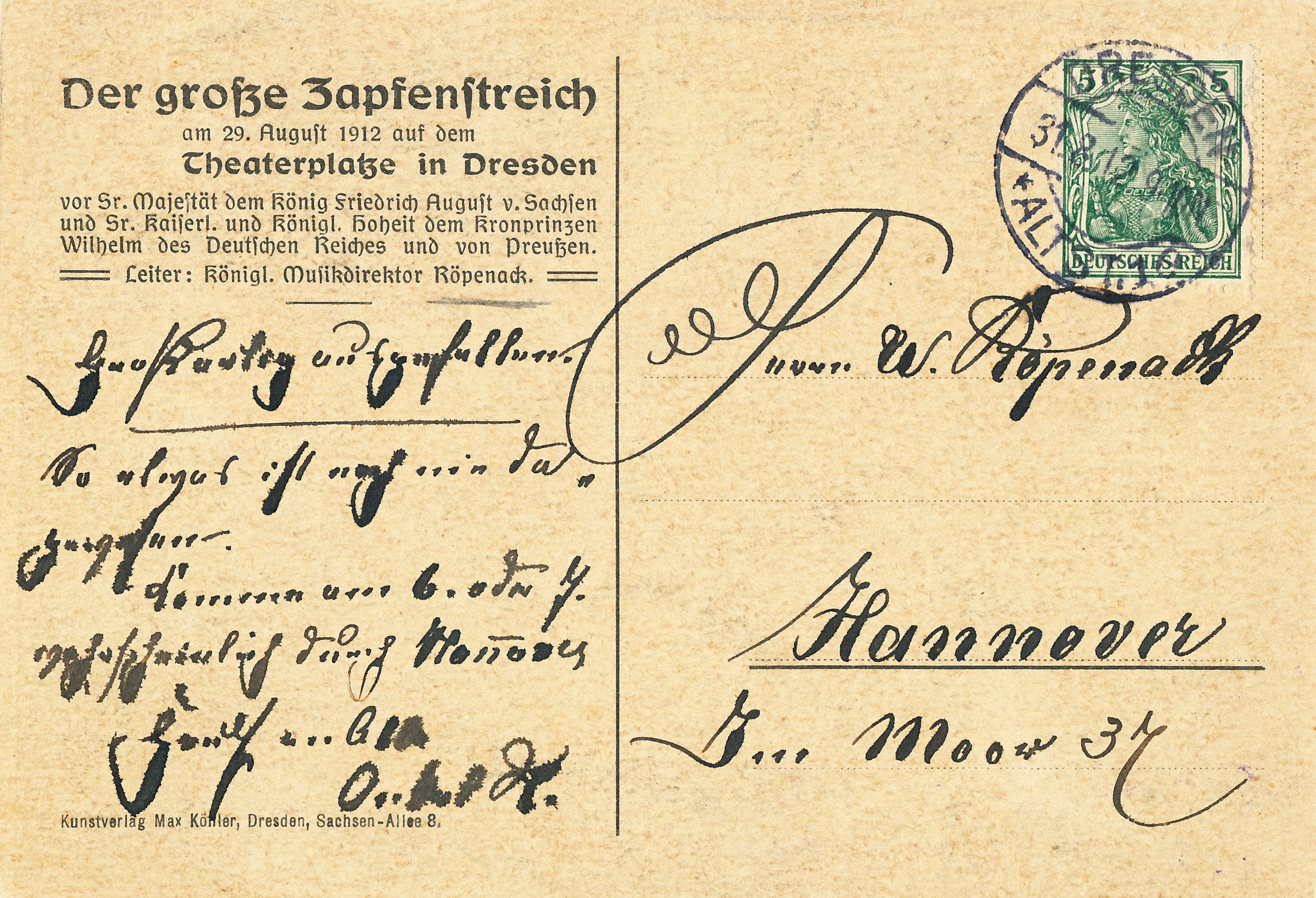
Originalpostkarte von Röpenack zum großen Zapfenstreich in Dresden 1912: "Großartig ausgefallen. So etwas ist noch nie dagewesen ..."